# Богдан, Ана
Ана Богдан (рум. Ana Bogdan; род. 25 ноября 1992, Синая, Прахова) — румынская профессиональная теннисистка.

## Биография
Ана Богдан родилась 25 ноября 1992 года, в Синае, достаточно популярном горнолыжном курорте с не очень большим населением.
В одиночном разряде Ана Богдан выигрывала одиннадцать раз на турнирах серии ITF, проиграв всего шесть финалов, а вот в парном разряде статистика несколько хуже — два проигрыша соперницам из Грузии и из Италии соответственно, всего один выигрыш в паре с теннисисткой из России, Марией Мох.

## Спортивная карьера
В мае 2016 года она выиграла свой первый турнир ITF года в Градо, победив Сюзанну Челик в финале.
На теннисном турнире в Бразилии Ана дошла до своего первого полуфинала WTA Tour 2016, победив по ходу соревнования Елену Янкович.
На Открытом чемпионате США 2016 она прошла квалификацию и победила в первом круге другую румынку Сорану Кырстя. Это была ее первая победа в матче на турнире Большого шлема. Во втором туре она вновь встретилась со своей соотечественницей, но проиграла Монике Никулеску в двух сетах.

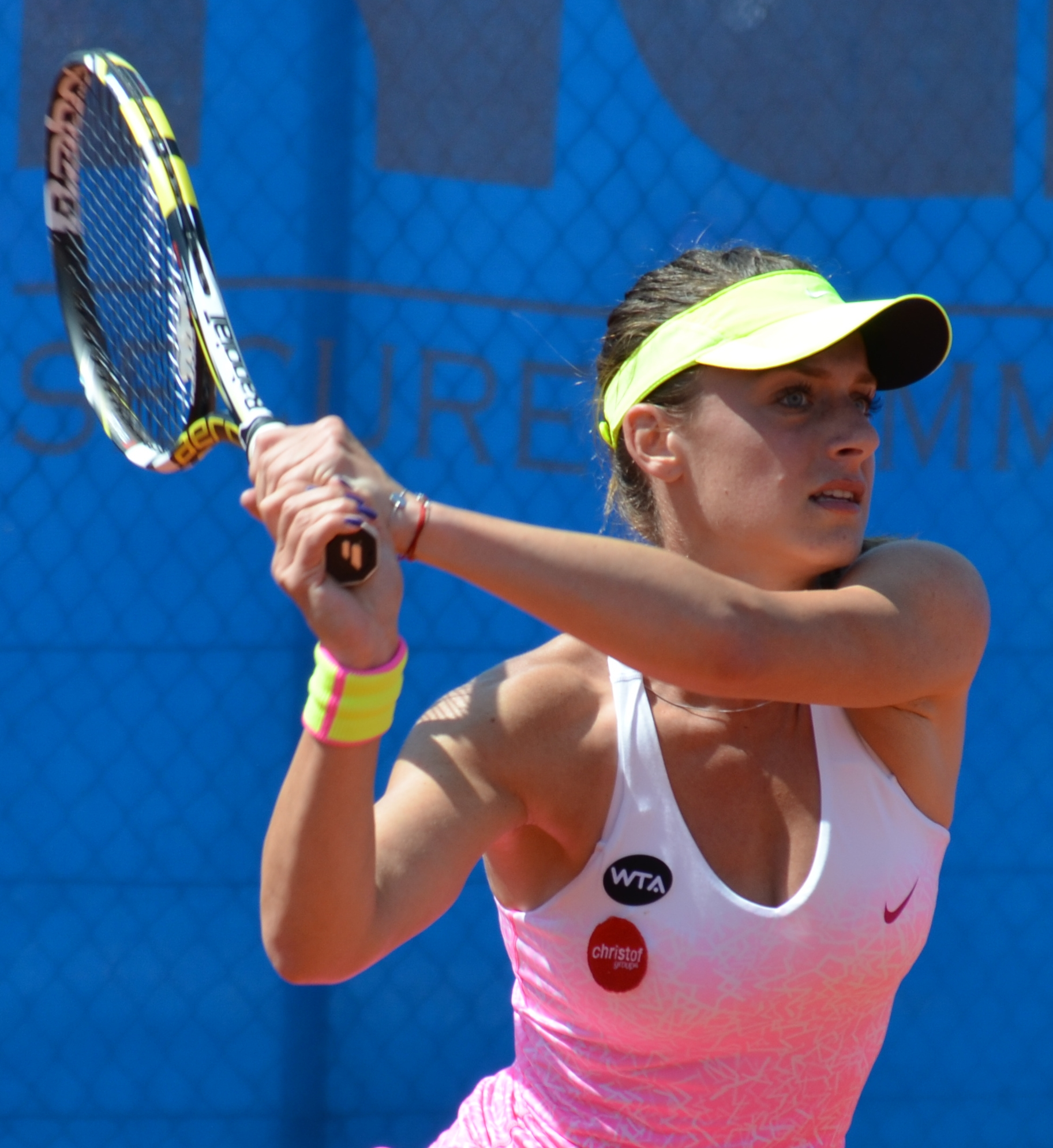

На Открытом чемпионате Австралии 2017 года Богдан вышла из квалификации, но потерпела поражение в первом раунде от Елены Весниной.
На Открытом чемпионат Австралии по теннису в 2018 году Ана сумела достичь своего лучшего результата на кортах Мельбурна. Она дошла до третьего круга, в котором уступила Мэдисон Киз из США.
На турнире в Монтеррее, в начале апреля, румынская спортсменка сумела пробиться в полуфинал на турнире WTA Интернационал. В матче за выход в финал она уступила первой ракетки турнира Гарбинье Мугуруса.
На Открытом чемпионате США 2019 года проиграла во втором раунде Петре Мартич в двух сетах.

### 2024
В феврале 2024 года в Клуж-Напока (Румыния) на Открытом чемпионате Трансильвании дошла до финала, в котором проиграла чешке Каролине Плишковой со счётом: 4-6, 3-6.

## Итоговое место в рейтинге WTA по годам
| Год  | Одиночный рейтинг | Парный рейтинг |
| 2023 | 67                | 377            |
| 2022 | 48                | 324            |
| 2021 | 112               | 667            |
| 2020 | 92                | 220            |
| 2019 | 129               | 213            |
| 2018 | 71                | 386            |
| 2017 | 115               | 436            |
| 2016 | 118               | 1 062          |
| 2015 | 161               | 711            |
| 2014 | 241               | 829            |
| 2013 | 314               | 746            |
| 2012 | 538               | 883            |
| 2011 | 616               | 1 165          |
| 2010 | 804               |                |
| 2009 | 503               |                |
| 2008 | 794               | 963            |
| 2007 | 864               |                |

## Выступления на турнирах

### Финалы турнировWTAв одиночном разряде (2)

#### Поражения (2)
| Легенда:                    |
| --------------------------- |
| Турниры Большого шлема (0*) |
| Олимпиада (0)               |
| Итоговый турнир WTA (0)     |
| WTA 1000 Mandatory (0)      |
| WTA 1000 (0)                |
| WTA 500 (0)                 |
| WTA 250 (0)                 |

| Титулы по покрытиям | Титулы по месту проведения матчей турнира |
| ------------------- | ----------------------------------------- |
| Хард (0)            | Зал (0)                                   |
| Грунт (0)           | Зал (0)                                   |
| Трава (0)           | Открытый воздух (0)                       |
| Ковёр (0)           | Открытый воздух (0)                       |

| №  | Дата            | Турнир               | Покрытие   | Соперница в финале | Счёт    |
| 1. | 31 июля 2022    | Варшава, Польша      | Грунт      | Каролин Гарсия     | 4-6 1-6 |
| 2. | 11 февраля 2024 | Клуж-Напока, Румыния | Хард (зал) | Каролина Плишкова  | 4-6 3-6 |

## Участие в турнирах Большого шлема
| Турнир                       | 2015 | 2016 | 2017 | 2018 | 2019 | Победа-поражение |
| ---------------------------- | ---- | ---- | ---- | ---- | ---- | ---------------- |
| Открытый чемпионат Австралии | Q1   | A    | 1Р   | 3Р   | 1Р   | 2-3              |
| Открытый чемпионат Франции   | Q1   | A    | 1Р   | 2Р   | 2Р   | 2-3              |
| Уимблдонский турнир          | Q1   | Q1   | 2Р   | 1Р   | 1Р   | 1-3              |
| Открытый чемпионат США       | A    | 2Р   | 2Р   | 2Р   | 2Р   | 4-4              |
| Победа-поражение             | 0-0  | 1-1  | 2-4  | 4-4  | 2-4  | 9-13             |